# El murciélago
El murciélago (título original en alemán, Die Fledermaus) es una opereta cómica en tres actos con música de Johann Strauss (hijo) y libreto en alemán de Carl Haffner y Richard Genée. Se estrenó el 5 de abril de 1874 en el Theater an der Wien en Viena, Austria.

## Historia de las representaciones

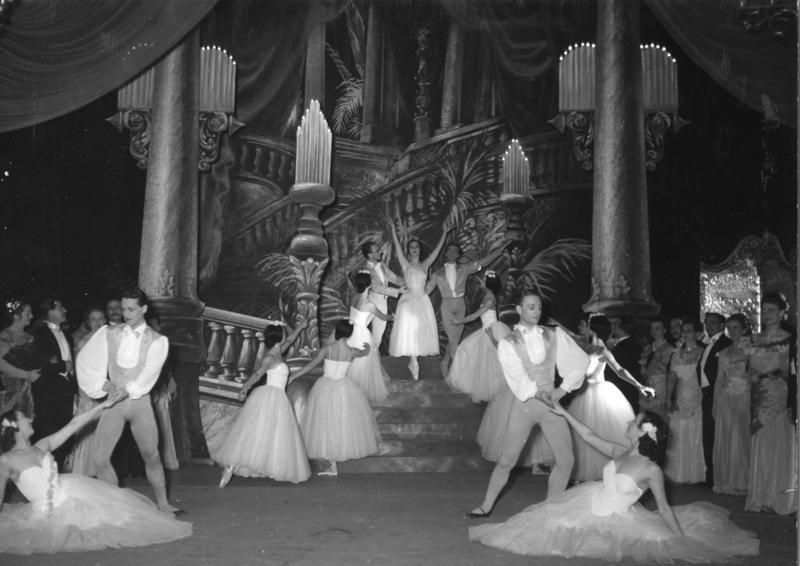